# 拉克希·古勒扎尔

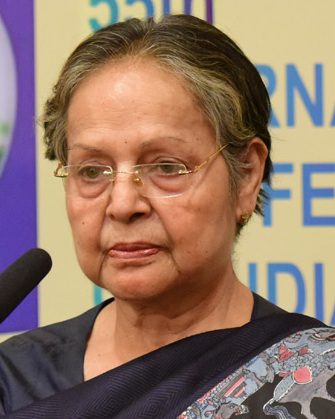
攝於2024年

拉克希·古勒扎尔（1947年8月15日—）是一位印度女演员，主要出演印地语和孟加拉语电影。  拉克希·古勒扎尔获得过包括两项印度國家電影獎和三项印度電影觀眾獎在內的多個獎項。2003 年，她获得莲花士勋章。 